# Vestjyllands Andel
Vestjyllands Andel a.m.b.a. (VA) er et dansk landbrugs- og grovvareselskab med hovedkvarter i Ringkøbing. Selskabet er ejet af 4.200 andelshavene landmænd. Der er ca. 260 fuldtidsstillinger i virksomheden, der blev etableret i 1988. De er engageret i handel med korn, foder, energi, maskiner og landbrugsartikler.